# Jean-Claude Pascal

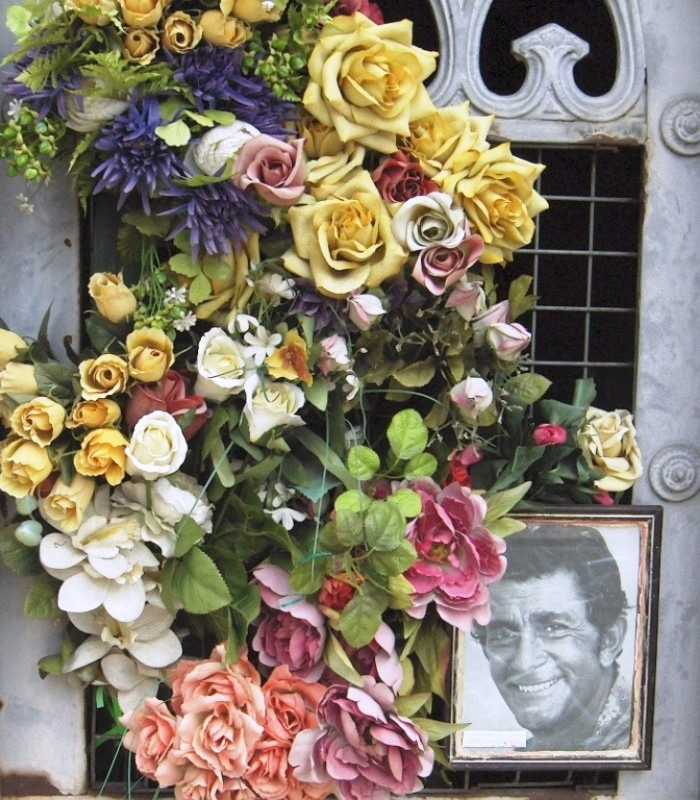
Jean-Claude Pascal sírja a Montparnasse temetőben.

Jean-Claude Pascal, született Jean-Claude Villeminot (Párizs, 1927. október 24. – Párizs, 1992. május 5.) francia énekes, színész, divattervező.

## Pályafutása
A párizsi Sorbonne egyetemen jogot tanult, később divattervezéssel foglalkozott és Christian Dior divatházában dolgozott. Munkájának köszönhetően került kapcsolatba a színházzal, 1949-ben kapta első filmszerepét. Az 1960-as években énekesi pályájára koncentrált. Az 1961-es Eurovíziós Dalfesztivál nyertese volt, Luxemburg színeit képviselve, Nous les amoureux című dalával. Részt vett az 1981-es Eurovíziós Dalfesztiválon is C'est peut-être pas l’Amérique című dalával, ekkor a 11. helyen végzett.

## Filmográfia
- Quattro rose rosse (1951)
- Ils étaient cinq (1951)
- Un grand patron (1951)
- La Forêt de l’adieu (1952)
- Le Jugement de Dieu (1952)
- Le Plus heureux des hommes (1952)
- Le Cœur frivole ou La galante comédie (1953)
- Karmazsin függöny (Le Rideau cramoisi) (1953)
- A drága Karolina fia (Un caprice de Caroline chérie) (1953)
- Les Enfants de l’amour (1953)
- Alerte au sud (1953)
- I Tre ladri (Három tolvaj) (1954)
- La Rage au corps (1954)
- Le Chevalier de la nuit (1954)
- A Versailles-i kastély (Si Versailles m’était conté) (1954)
- Le Grand jeu (1954)
- Le Fils de Caroline chérie (1955)
- Les Mauvaises rencontres (1955)
- Milord l’Arsouille (1956)
- La Châtelaine du Liban (1956)
- Le Salaire du péché (1956)
- Las Lavanderas de Portugal (1957)
- Guinguette (1959)
- Pêcheur d’Islande (1959)
- Le Fric (1959)
- Die Schöne Lügnerin (1959)
- Préméditation (1960)
- A kalandor (Les Arrivistes (1960)
- La Encrucijada (1960)
- A találkozó (Le Rendez-vous) (1961)
- On vous écrira (1961)
- La Salamandre d'or (1962)
- Teuf-teuf (1963)
- Sans merveille (1964)
- Vol 272 (1964)
- Le Faux pas (1965)
- Une nuit sans lendemain (1965)
- Poppies Are Also Flowers (1966)
- Comment ne pas épouser un milliardaire (1966)
- Las 4 bodas de Marisol (1967)
- Indomptable Angélique (1967)
- Angélique és a szultán (Angélique et le sultan (1968)
- Unter den Dächern von St. Pauli (1970)
- Au théâtre ce soir: Les Français à Moscou (1972)
- Le Temps de vivre, le temps d'aimer (1973)
- Le Chirurgien de Saint-Chad (1976)
- Liebe läßt alle Blumen blühen (1983)
- Au théâtre ce soir: Adieu Prudence (1985)

## Fordítás
Ez a szócikk részben vagy egészben  a   Jean-Claude Pascal című francia Wikipédia-szócikk fordításán alapul.  Az eredeti cikk szerkesztőit annak laptörténete sorolja fel. Ez a jelzés csupán a megfogalmazás eredetét és a szerzői jogokat jelzi, nem szolgál a cikkben szereplő információk forrásmegjelöléseként.